# Manade des Baumelles
La manade des Baumelles est un élevage de taureaux de Camargue, fondée en 1985, par Joël Linsolas et Henri Causan. Elle appartient aujourd'hui à Joël Linsolas. Les couleurs de sa cocarde sont le rouge, le gris et le blanc.

## Historique
Joël Linsolas, natif de Saint-Gilles, ancien salarié du centre équestre des Arnelles de l'aimarguois Jacques Guillaume, et Henri Causan, dit Riri, cavalier amateur et animateur de promenades à cheval, achètent la manade Denys Colomb de Daunant en 1985. L'élevage prend d'abord le nom de « manade des Paluns ». Avec l'aide d'amis de Causan, comme Jeannot Ayme, Freddy Emery, Simone Gallon, Josy Vercellot ou Julie Protte, la manade se développe. Causan devient ensuite le président du club taurin saintois Lou Santen, créé en 1981, et crée la « Journado di biòu ».

## Palmarès
Le taureau Garlan est élu Biòu d'or trois fois, dont deux fois consécutives, en 2011, 2012, et 2014. Il rejoint donc le club très fermés des triples biou d'or avec Loustic de la Manade Laurent en 1965,1966 et 1967, Barraie de la Manade Jean Lafont en 1988,1989 et1992, et Camarina de la Manade Chauvet en 2005, 2007 et 2008.